# Lübbecke
Lübbecke település Németországban, azon belül Észak-Rajna-Vesztfália tartományban. Lakosainak száma 26 161 fő (2023. december 31.). Lübbecke Espelkamp, Hille, Hüllhorst és Preußisch Oldendorf községekkel határos.

## Népesség
A település népességének változása:
| Lakosok száma | 21 106 | 25 499 | 25 490 | 25 674 | 26 027 | 26 161 |
|               | 1975   | 2017   | 2019   | 2021   | 2022   | 2023   |